# Han Jingdi
Han Jingdi (景帝) (188 av. J.-C.–9 mars 141 av. J.-C.) est le sixième empereur chinois de la dynastie Han de 156 av. J.-C. au 9 mars 141 av. J.-C. Son nom personnel est Liu Qi (劉啟 ou 劉啔).
Durant son règne, il y eut plusieurs manifestations d'indépendance de grands féodaux face à l'intention de centralisation du pouvoir, avec pour point culminant la rébellion des sept États en -154.
Après la victoire sur les princes rebelles, Jingdi écarta pour longtemps les désirs d'indépendance de ces États.
Vis-à-vis des Xiongnu, Jingdi adopta autant qu'il put une politique de paix en donnant des princesses Han en mariage aux chefs Xiongnu.
Comme son père Han Wendi, Jingdi pratiquait le wuwei (無为 non-intervention) dans l'art de gouverner. Empereur soucieux du sort de ses sujets, il diminua à plusieurs reprises les impôts, encouragea l'agriculture en favorisant la construction des systèmes d'irrigation, veilla à éviter des erreurs judiciaires et mena lui-même une vie simple. Le règne de Wendi et celui de son père sont considérés par les historiens comme une période de paix, de prospérité et de justice (règnes de Wen et de Jing 文景之冶).
Son mausolée, le Han Yang Ling, se trouve dans le district de Weicheng de la ville de Xianyang, dans la province du Shaanxi.
 